# テリオン・アーノルド
テリオン・バーナード・アーノルド（Terrion Bernard Arnold, 2003年3月22日 - ）は、アメリカ合衆国フロリダ州タラハシー出身のプロアメリカンフットボール選手。NFLのデトロイト・ライオンズに所属している。ポジションはコーナーバック。

## 経歴

### ハイスクール
高校時代はワイドレシーバーとして26レシーブ、404レシーブ獲得ヤード、3つのレシービングTD、セイフティとして49タックル、5つのパスディフレクション、4つのインターセプトを記録した。
主要サイトから4つ星評価を受け、アラバマ大学へ進学した。

### カレッジ
1年目の2021年シーズンはNCAAのレッドシャツ制度により、試合に出場しなかった。
20022年シーズン、第6週のテキサスA&M大学戦で初のインターセプトを記録し、勝利に貢献した。第11週のミシシッピ大学戦では10タックル、2つのパスディフレクションを記録して勝利に貢献した。シーズンでは45タックル、8つのパスディフレクション、1つのインターセプトを記録した。
2023年シーズンは63タックル、1サック、5つのインターセプトを記録し、オールアメリカンファーストチーム、オールSECファーストチームに選出された。シーズン終了後、2024年のNFLドラフトにアーリーエントリーした。

### デトロイト・ライオンズ
| 5 ft 11+3⁄4 in (182 cm)             | 189 lb (86 kg) | 31+5⁄8 in (80 cm) | 8+7⁄8 in (23 cm) | 4.50 s | 1.54 s | 2.59 s | 4.24 s | 6.69 s | 37.0 in (94 cm) | 10 ft 9 in (3.28 m) |
| All values from NFL Combine/Pro Day |                |                   |                  |        |        |        |        |        |                 |                     |

2024年のNFLドラフトにて全体24位でデトロイト・ライオンズから指名され、その後ルーキー契約を結んだ。